# Antoni Szymanowski
Antoni Jan Szymanowski, född den 13 januari 1951 i Tomaszów Mazowiecki, Polen, är en polsk fotbollsspelare som tog OS-guld i fotbollsturneringen vid de olympiska sommarspelen 1972 i München. Vid de olympiska sommarspelen 1976 i Montréal var han med och tog OS-silver i fotbollsturneringen